# Nick Jonas
Nick Jonas, właśc. Nicholas Jerry Jonas (ur. 16 września 1992 w Dallas) – amerykański aktor, wokalista, autor tekstów i piosenek, znany przede wszystkim z występów w zespole Jonas Brothers, który współtworzy wraz z braćmi, Kevinem i Joe.

## Życiorys

### Kariera
W wieku sześciu lat został dostrzeżony przez agenta z Broadwayu, gdy razem z matką był u fryzjera, poproszono go o występ muzyczny. Efektem spotkania były jego liczne występy w musicalach, w tym Piękna i Bestia, Rekord Annie czy Opowieść wigilijna.
W 2008 zagrał Nate’a w filmie Disney Channel Camp Rock. Od 2014 występuje w serialu Kingdom jako zawodnik MMA Nate Kulina. W 2015 poprowadził galę rozdania Kids Choice Awards.
Ma na koncie cztery albumy studyjne: Nicholas Jonas (2004), Nick Jonas (2014), Last Year Was Complicated (2016) i Spaceman (2021).

## Życie prywatne
W 2005 zdiagnozowano u niego cukrzycę typu 1.
Od 18 lipca 2018 był zaręczony z indyjską aktorką, Priyanką Choprą, którą poślubił 1 grudnia 2018.
Jest pobożnym zielonoświątkowcem, a jego ojciec jest pastorem wyświęconym przez Zbory Boże.

## Dyskografia
Albumy solowe
- Nicholas Jonas (2004)
- Nick Jonas (2014)
- Last Year Was Complicated (2016)
- Spaceman (2021)

## Filmografia
| Film             | Film                                            | Film                           | Film                                                               |
| Rok              | Film                                            | Rola                           | Informacje                                                         |
| ---------------- | ----------------------------------------------- | ------------------------------ | ------------------------------------------------------------------ |
| 2007             | Johnny Kapahala: Z powrotem na fali             | Writer                         | TV Film                                                            |
| 2008             | Best of Both Worlds Concert                     | On sam                         | 3D Koncert film                                                    |
| 2008             | Camp Rock                                       | Nate                           | Film telewizyjny                                                   |
| 2009             | Jonas Brothers: Koncert 3D                      | On sam                         | 3D Koncert film                                                    |
| 2009             | Band in a Bus                                   | On sam                         | Program DVD                                                        |
| 2009             | Noc w muzeum 2                                  | Cherub                         | Film                                                               |
| 2010             | Camp Rock 2: Wielki finał                       | Nate                           | Film telewizyjny                                                   |
| 2010             | Les Miserables in Concert: The 25th Anniversary | Marius Pontmercy               | DVD                                                                |
| 2011             | Jonas Brothers: The Journey                     | On sam                         | Film dokumentalny                                                  |
| 2015             | Królowe krzyku                                  | Boone                          | Komedia grozy                                                      |
| 2017             | Jumanji: Przygoda w dżungli                     | Alex                           | Film przygodowy                                                    |
| 2019             | Midway                                          | Bruno Gaido                    | Dramat / Wojenny                                                   |
| 2019             | Jumanji: Następny poziom                        | Jefferson "Seaplane" McDonough | Fantasy / Przygodowy                                               |
| Telewizja        |                                                 |                                |                                                                    |
| Rok              | Tytuł                                           | Rola                           | Informacje                                                         |
| 2007             | Hannah Montana                                  | On sam                         | Me and Mr. Jonas and Mr. Jonas and Mr. Jonas (sezon 2, odcinek 16) |
| 2008, 2010       | Jonas Brothers: Spełnione marzenia              | On sam                         | Reality show                                                       |
| 2009, 2010       | Jonas w Los Angeles                             | On sam                         | Disney Channel Original Series                                     |
| 2011             | Mr. Sunshine                                    | Eli White                      |                                                                    |
| Gościnne występy |                                                 |                                |                                                                    |
| Rok              | Tytuł                                           | Rola                           | Informacje                                                         |
| 2008             | Igrzyska Disney Channel                         | On sam                         | Drużyna czerwonych                                                 |
| 2008             | Studio DC: Almost Live                          | On sam                         | Drugie przedstawienie                                              |
| 2008             | Extreme Makeover: Home Edition                  | On sam                         | Rodzina Akersów (aezon 6, odcinek 2)                               |
| 2008             | Disney Channel's Totally New Year 2008          | On sam                         | Disney Channel                                                     |
| 2009             | Saturday Night Live                             | On sam                         | odcinek z 14 lutego 2009                                           |
| 2009             | The Grammy Nominations Concert Live!            | On sam                         | odcinek z 2 grudnia 2009                                           |
| 2010             | Live with Regis and Kelly                       | On sam                         | odcinek z 8 stycznia 2010                                          |
| 2010             | Minute to Win It                                | On sam                         | odcinek z 12 maja 2010                                             |
| 2010             | I Get That a Lot                                | On sam                         | odcinek z 19 maja 2010                                             |
| 2010             | Extreme Makeover: Home Edition                  | On sam                         | Rodzina Heathcocków (sezon 7, odcinek 17)                          |
| Musical          |                                                 |                                |                                                                    |
| Rok              | Tytuł                                           | Rola                           | Informacje                                                         |
| 2000             | A Christmas Carrol                              | Tiny Tim                       |                                                                    |
| 2001             | Annie Get Your Gun                              | Mały Jake                      |                                                                    |
| 2002             | Beauty and the Beast                            | Chip                           |                                                                    |
| 2003             | Les Misérables                                  | Gavroche                       |                                                                    |
| 2003             | The Sound of Music                              | Kurt                           |                                                                    |
| 2010             | Les Misérables                                  | Marius                         |                                                                    |
| 2021             | Ruchomy chaos                                   |                                |                                                                    |